# World Cup of Golf
De World Cup of Golf  is een golftoernooi voor landenteams waarbij ieder deelnemend land één ploeg van twee spelers mag laten deelnemen.

## Geschiedenis
De World Cup heette van 1953 tot 1967 de Canada Cup en daarna de World Cup. Initiatiefnemer was de Canadees John Jay Hopkins. De eerste twee Canada Cups werden gespeeld in Montreal, daarna heeft het toernooi altijd in andere landen plaatsgevonden.
Tot op heden is de World Cup reeds 58 keer gehouden. Daarvan heeft het team van de Verenigde Staten 24 keer gewonnen. Vier keer wonnen Jack Nicklaus en Arnold Palmer; eveneens vier keer wonnen Fred Couples en Davis Love III. België won de World Cup of Golf in 2018 met Thomas Pieters en Thomas Detry.
Van 2000 tot 2008 werd er ook een Women's World Cup of Golf gehouden.

## Edities
| Jaar | Winnaar          | Spelers                                  | Locatie                         |
| ---- | ---------------- | ---------------------------------------- | ------------------------------- |
| 1953 | Argentinië       | Roberto de Vincenzo en Antonio Cerdá     | Montreal, Canada                |
| 1954 | Australië        | Peter Thomson en Kel Nagle               | Montreal, Canada                |
| 1955 | Verenigde Staten | Ed Furgol en Chick Harbert               | Chevy Chase, Verenigde Staten   |
| 1956 | Verenigde Staten | Ben Hogan en Sam Snead                   | Virginia Water, Engeland        |
| 1957 | Japan            | Torakichi Nakamura en Koichi Ono         | Tokio, Japan                    |
| 1958 | Ierland          | Harry Bradshaw en Christy O'Connor       | Mexico-Stad, Mexico             |
| 1959 | Australië        | Peter Thomson en Kel Nagle               | Melbourne, Australië            |
| 1960 | Verenigde Staten | Arnold Palmer en Sam Snead               | Portmarnock, Ierland            |
| 1961 | Verenigde Staten | Sam Snead en Jimmy Demaret               | Dorado, Puerto Rico             |
| 1962 | Verenigde Staten | Arnold Palmer en Sam Snead               | Buenos Aires, Argentinië        |
| 1963 | Verenigde Staten | Jack Nicklaus en Arnold Palmer           | Parijs, Frankrijk               |
| 1964 | Verenigde Staten | Jack Nicklaus en Arnold Palmer           | Maui, Verenigde Staten          |
| 1965 | Zuid-Afrika      | Gary Player en Harold Henning            | Madrid, Spanje                  |
| 1966 | Verenigde Staten | Jack Nicklaus en Arnold Palmer           | Tokio, Japan                    |
| 1967 | Verenigde Staten | Jack Nicklaus en Arnold Palmer           | Mexico-Stad, Mexico             |
| 1968 | Canada           | Al Balding en George Knudson             | Rome, Italië                    |
| 1969 | Verenigde Staten | Lee Trevino en Orville Moody             | Bishan, Singapore               |
| 1970 | Australië        | David Graham en Bruce Devlin             | Buenos Aires, Argentinië        |
| 1971 | Verenigde Staten | Jack Nicklaus en Lee Trevino             | Palm Beach, Verenigde Staten    |
| 1972 | Taiwan           | Hsieh Min-Nan en Lu Liang-Huan           | Melbourne, Australië            |
| 1973 | Verenigde Staten | Johnny Miller en Jack Nicklaus           | Marbella, Spanje                |
| 1974 | Zuid-Afrika      | Bobby Cole en Dale Hayes                 | Caracas, Venezuela              |
| 1975 | Verenigde Staten | Johnny Miller en Lou Graham              | Bangkok, Thailand               |
| 1976 | Spanje           | Manuel Piñero en Severiano Ballesteros   | Palm Springs, Verenigde Staten  |
| 1977 | Spanje           | Antonio Garrido en Severiano Ballesteros | Manilla, Filipijnen             |
| 1978 | Verenigde Staten | John Mahaffey en Andy North              | Hanalei, Verenigde Staten       |
| 1979 | Verenigde Staten | John Mahaffey en Hale Irwin              | Athene, Griekenland             |
| 1980 | Canada           | Dan Halldorson en Jim Nelford            | Bogota, Colombia                |
| 1982 | Spanje           | Manuel Piñero en José Maria Cañizares    | Acapulco, Mexico                |
| 1983 | Verenigde Staten | Rex Caldwell en John Cook                | Jakarta, Indonesië              |
| 1984 | Spanje           | José Maria Cañizares en José Rivero      | Rome, Italië                    |
| 1985 | Canada           | Dave Barr en Dan Halldorson              | La Quinta, Verenigde Staten     |
| 1987 | Wales            | Ian Woosnam en David Llewellyn           | Maui, Verenigde Staten          |
| 1988 | Verenigde Staten | Ben Crenshaw en Mark McNulty             | Melbourne, Australië            |
| 1989 | Australië        | Peter Fowler en Wayne Grady              | Marbella, Spanje                |
| 1990 | Duitsland        | Bernhard Langer en Torsten Giedeon       | Orlando, Verenigde Staten       |
| 1991 | Zweden           | Per-Ulrik Johansson en Anders Forsbrand  | Rome, Italië                    |
| 1992 | Verenigde Staten | Fred Couples en Davis Love III           | Madrid, Spanje                  |
| 1993 | Verenigde Staten | Fred Couples en Davis Love III           | Orlando, Verenigde Staten       |
| 1994 | Verenigde Staten | Fred Couples en Davis Love III           | Dorado, Puerto Rico             |
| 1995 | Verenigde Staten | Fred Couples en Davis Love III           | Shenzhen, China                 |
| 1996 | Zuid-Afrika      | Ernie Els en Wayne Westner               | Kaapstad, Zuid-Afrika           |
| 1997 | Ierland          | Pádraig Harrington en Paul McGinley      | Kiawah Island, Verenigde Staten |
| 1998 | Engeland         | Nick Faldo en David Carter               | Auckland, Nieuw-Zeeland         |
| 1999 | Verenigde Staten | Tiger Woods en Mark O'Meara              | Kuala Lumpur, Maleisië          |
| 2000 | Verenigde Staten | David Duval en Tiger Woods               | Buenos Aires, Argentinië        |
| 2001 | Zuid-Afrika      | Ernie Els en Retief Goosen               | Gotenba, Japan                  |
| 2002 | Japan            | Toshimitsu Izawa en Shigeki Maruyama     | Puerto Vallarta, Mexico         |
| 2003 | Zuid-Afrika      | Trevor Immelman en Rory Sabbatini        | Kiawah Island, Verenigde Staten |
| 2004 | Engeland         | Paul Casey en Luke Donald                | Sevilla, Spanje                 |
| 2005 | Wales            | Stephen Dodd en Bradley Dredge           | Vilamoura, Portugal             |
| 2006 | Duitsland        | Bernhard Langer en Marcel Siem           | Holetown, Barbados              |
| 2007 | Schotland        | Colin Montgomerie en Marc Warren         | Shenzhen, China                 |
| 2008 | Zweden           | Robert Karlsson en Henrik Stenson        | Shenzhen, China                 |
| 2009 | Italië           | Edoardo Molinari en Francesco Molinari   | Shenzhen, China                 |
| 2011 | Verenigde Staten | Matt Kuchar en Gary Woodland             | Haikou, China                   |
| 2013 | Australië        | Jason Day en Adam Scott                  | Melbourne, Australië            |
| 2016 | Denemarken       | Søren Kjeldsen en Thorbjørn Olesen       | Melbourne, Australië            |
| 2018 | België           | Thomas Pieters en Thomas Detry           | Melbourne, Australië            |